# Соролайнен, Эрик
Эрик Эрикссон Соролайнен (фин. Ericus Erici Sorolainen; 1546, Лайтила —1625, Турку) — видный финский церковный и исторический деятель, лютеранский Архиепископ Турку (1583—1625), богослов, переводчик.

## Биография
Сын викария. В 1563 году начал обучение в Турку. С 1573 года учился в Германии, где получил степень магистра в протестантском университете Ростока. В 1578 году стал ректором семинарии в Евле. В 1583 году был назначен епископом Турку (тогда Або). 8 сентября того же года был рукоположен в сан Архиепископа Турку. Занимал этот пост более сорока лет. Его жизнь пришлась на поворотный момент в политической, культурной и церковной жизни Финляндии, что нашло отражение в его литературных произведениях и практической деятельности.
Поддержал шведского короля Юхана III в его усилиях по достижению союза с католической церковью. В 1599 году был заключён в тюрьму герцогом Сёдерманландским Карлом IX за предполагаемые симпатии к католичеству, но был оправдан. Его несколько раз отрешали от занимаемой должности по тем же причинам, но снова прощали и разрешали вернуться в епископат. Соролайнен участвовал в работе нескольких парламентов, в том числе в парламенте 1610 года в Эребру, когда был принят новый закон о школах.
В 1614 году перевёл церковный справочник на финский язык, опубликовал большой и малый катехизис, постиллу (1621—1625) и первый сборник духовных гимнов на финском языке.
Его постилла, самая обширная работа на финском языке, опубликованная в шведскую эпоху Финляндии, положила конец этому периоду.